# مرداب‌های پینسک
مرداب‌های پینسک، مرداب‌های پریپیات (بلاروسی: Пінскія балоты) یک منطقه طبیعی وسیع از تالاب‌ها در امتداد حوضه جنگلی رود پریپیات و شاخه‌های آن از برست به غرب تا موگیلف در شمال شرقی و کیف (اوکراین) در جنوب شرقی است. یکی از بزرگترین مناطق تالاب اروپا است. شهر پینسک یکی از مهم‌ترین شهرهای این منطقه است.

## تاریخ
در طول تاریخ مرداب‌های پریپیات به عنوان یک عارضه طبیعی مانع بزرگی برای مهاجمان بالقوه بوده و نقش مهمی در راهبرد و تفکرات دفاعی روس‌ها داشته‌اند. این تاثیر در سده بیستم به اوج خود رسید؛ چرا که تمامی این ناحیه تقریبا برای قوای مکانیزه نوین غیر قابل عبور و تنها نیازمند نیروی دفاعی اندکی است. همین مسئله سبب شد نیروهای درگیر جبهه شرقی جنگ جهانی دوم در دو طرف اساسا به دو قسمت در شمال و جنوب مرداب‌های پریپیات تقسیم شوند و مستقلانه عمل کنند.